# Kevin Burke (giocatore di football americano)
Kevin Burke (Westlake, 24 febbraio 1993) è un ex giocatore di football americano e allenatore di football americano statunitense che ha giocato come quarterback.

## Palmarès
- 1 Mondiale (2015)
- 1 Austrian Bowl (Vienna Vikings, 2017)